# L'Absente (film, 1910)
Pour les articles homonymes, voir L'Absente (homonymie).
Pour plus de détails, voir Fiche technique et Distribution.
L'Absente est un film français réalisé par Léonce Perret, sorti en 1910.

## Fiche technique
- Titre : L'Absente
- Réalisation : Léonce Perret
- Scénario :
- Photographie :
- Montage :
- Producteur :
- Société de production : Société des Établissements L. Gaumont
- Société de distribution : Comptoir Ciné-Location
- Pays de production :  France
- Langue : film muet avec les intertitres en français
- Format : Noir et blanc — 35 mm — 1,33:1 — Muet
- Genre :
- Métrage : 259 mètres
- Durée : 8 minutes
- Date de sortie :
  - France : 29 octobre 1910